# NGC 2359
NGC 2359 (även känd som Sh2-298) är en emissionsnebulosa i stjärnbilden Stora hunden. Nebulosan befinner sig på ett avstånd på ungefär 15,000 ljusår från Jorden. Dess storlek är ungefär 30 ljusår. Dess centrala stjärna är Wolf-Rayet-stjärnan HD 56925, en extremt het jätte som tros vara i ett kort presupernovaskede av sin evolution. I likhet med NGC 7635 tros interaktion med ett näraliggande molekylmoln ha bidragit till den komplexa formen av NGC 2359. 
Nebulosan upptäcktes den 31 januari 1785 av William Herschel.

## Galleri

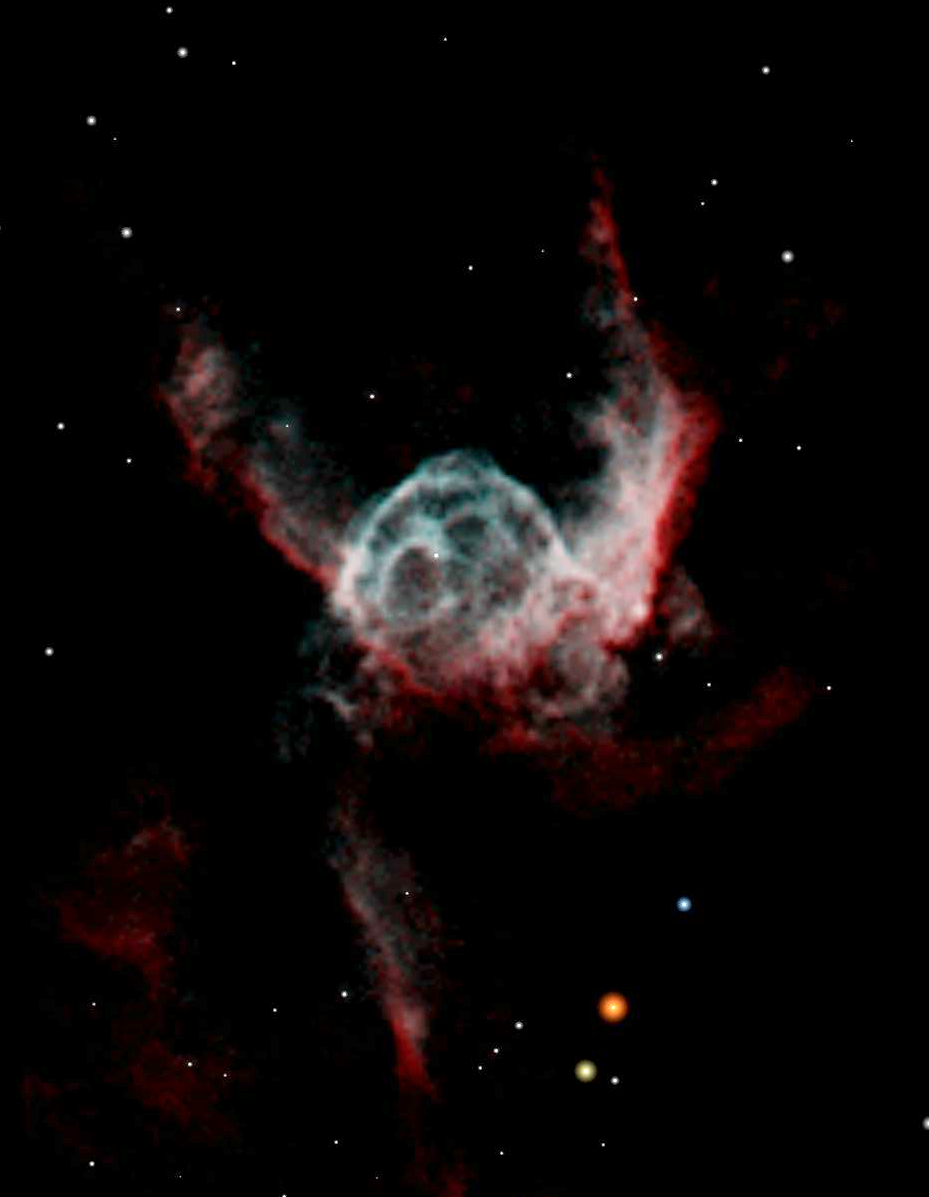
NGC 2359
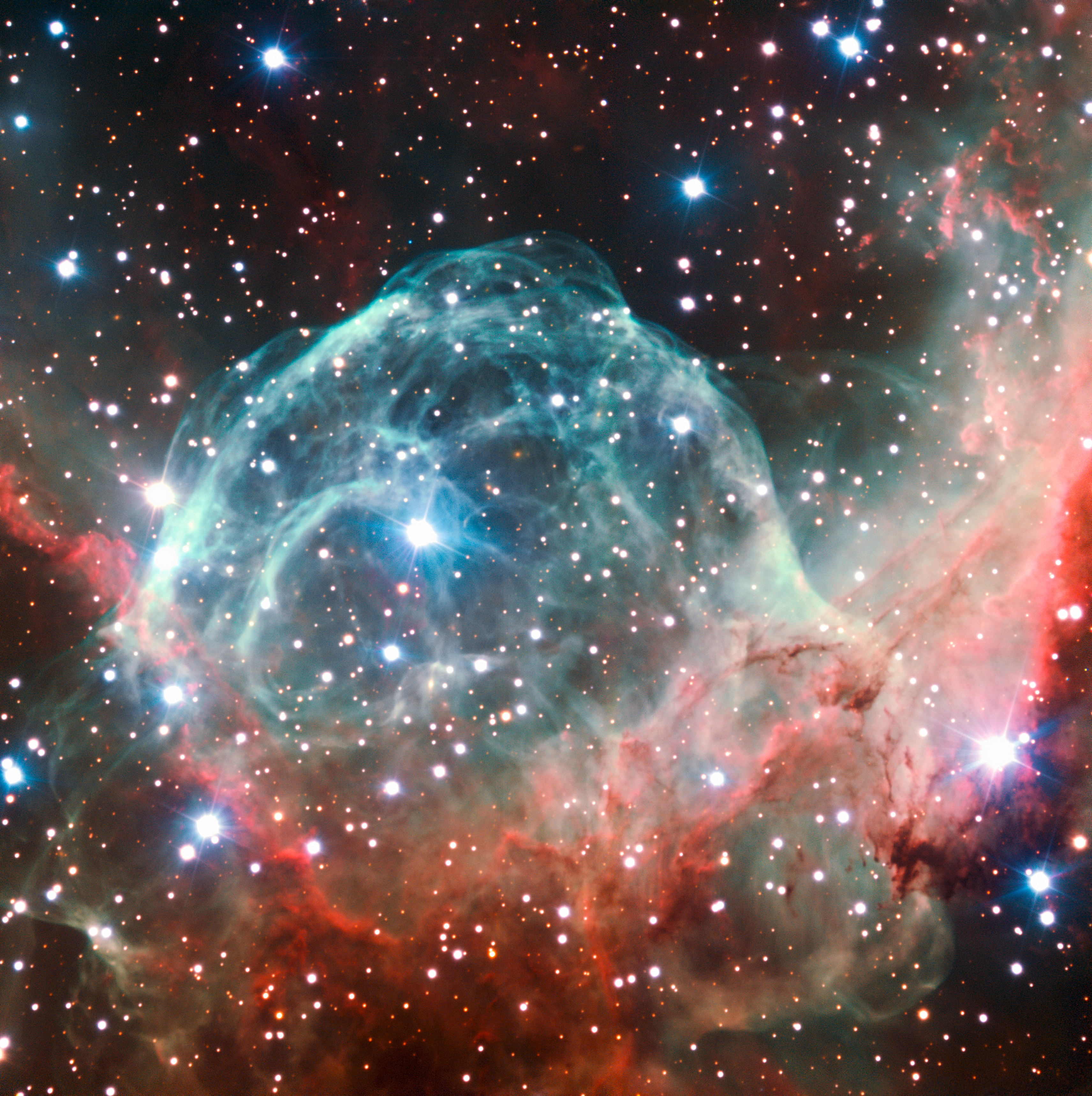
Bild av ESO på NGC 2359

### Fotnoter
1. 1 2 3  ”Search Results for NGC 2359”. Astronomical Database. SIMBAD. http://simbad.u-strasbg.fr/simbad/sim-basic?Ident=NGC+2359. Läst 5 oktober 2012.
2. ↑  ”ESO Celebrates its 50th Anniversary”. ESO Press Release. http://www.eso.org/public/news/eso1238/. Läst 5 oktober 2012.
3. ↑  SEDS: NGC 2359 Arkiverad 26 mars 2010 hämtat från the Wayback Machine.